# Juan Martín García

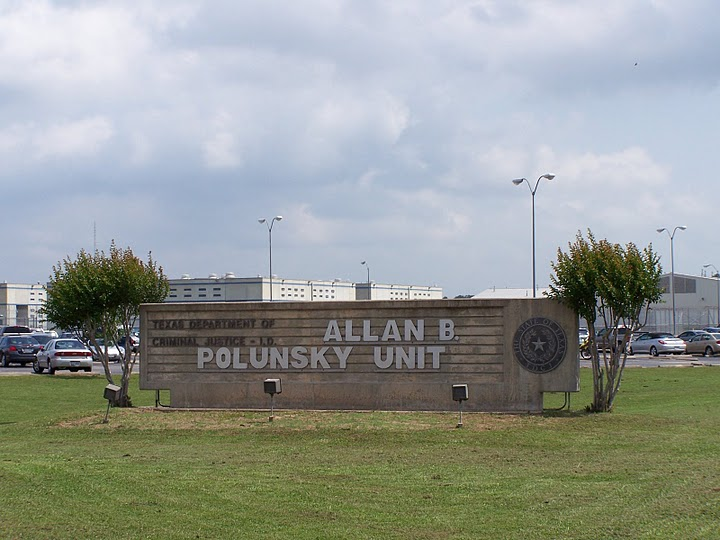
La Unidad Allan B. Polunsky tiene el corredor de la muerte para hombres del Estado de Texas

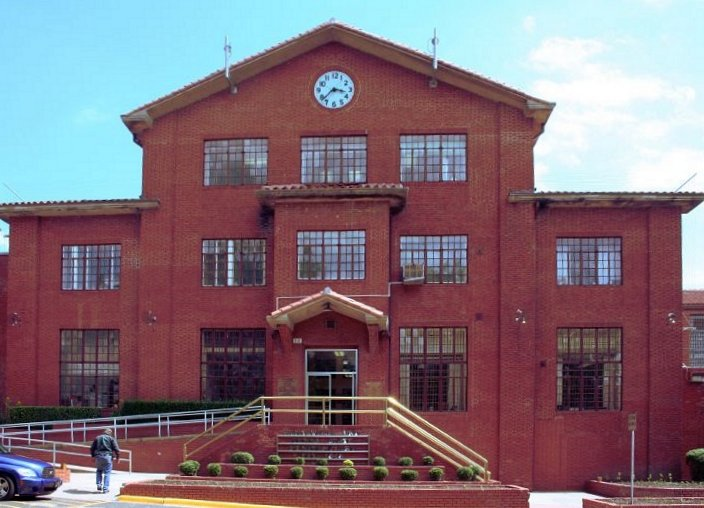
La Unidad de Huntsville, la ubicación de la cámara de ejecución del Estado de Texas

Juan Martín García (18 de febrero de 1980-6 de octubre de 2015) fue un condenado a muerte en Texas, Estados Unidos que fue ejecutado por asesinato capital. Un pandillero que tenía 18 años durante el asesinato, García era un ciudadano estadounidense, y un salvadoreño-estadounidense.

## Crimen, condena y ejecución
El 17 de septiembre de 1998, en Houston, Texas, García intentó robar a Hugo Solano, un misionero cristiano de Guadalajara, México de 36 años de edad y de origen ecuatoriano. Solano fue asesinado y el robo produjo ocho dólares. García tenía tres cómplices. García fue ejecutado el 6 de octubre de 2015 por inyección letal. La ejecución de García fue la undécima ejecución en Texas de 2015.